# ФК Македонија Ђорче Петров
ФК Македонија Ђорче Петров (мкд. ФК Македонија Ѓорче Петров) је фудбалски клуб из Скопља у Северној Македонији, који игра у Првој лиги Македоније.
Клуб је основан 1932. године као Х. А. С. К. (Ханриевски Аматерски Спортски Клуб). Клуб је носио и следећа имена: Победа, Рудар, Индустријалец, Локомотива, а од сезоне 1970/71 Југококта. Садашње име добија у сезони 1989/90.
ФК Македонија Ђорче Петров игра на стадиону Ђорче Петров, капцитета 2500 седећих места. Стадион је отворен 1970. године, када је изграђена источна трибина. Прва утакмица је одиграна 12. марта 1971. године утакмицом Југококта-Кожув 2:0. У 2005. години је изграђена западна трибина.

## Успеси клуба
Куп Македоније (3)
Освајач купа: 2005/06, 2021/22, 2022/23
- Прва лига Македоније

Првак:2008/09

## Македонија Ђорче Петров у европским такмичењима
| Сезона  | Такмичење     | Ранг       | Земља      | Клуб         | Резултат |
| ------- | ------------- | ---------- | ---------- | ------------ | -------- |
| 1988    | Интертото куп | 1 коло     | Словенија  | Олимпија     | 4-2, 1-1 |
|         |               | 2 коло     | Француска  | Басатија     | 1-0, 0-7 |
| 2006/07 | УЕФА куп      | 1 коло кв. | Бугарска   | Локомотива   | 1-1, 0-2 |
| 2007    | Интертото куп | 1 коло     | Кипар      | Етникос      | 0-1, 2-0 |
|         |               | 2 коло     | Бугарска   | Черно море   | 0-4, 0-3 |
| 2009/10 | Лига шампиона | 2 коло кв. | Белорусија | БАТЕ Борисов | 0-2, 0-2 |